# Napalm Records
A Napalm Records egy 1992-ben alapított osztrák metalkiadó. Először black és folk-metal zenekarok lemezeit adták ki, majd jöttek más alstílusok is, mint pl. gothic és power metal.

## Zenekarok
- Powerwolf
- Abigor
- Alestorm
- Amberian Dawn
- Arkona
- Crypta Archiválva 2023. október 31-i dátummal a Wayback Machine-ben
- Einherjer
- Ektomorf
- Falkenbach
- Finsterforst
- Glittertind
- Grave Digger
- Heidevolk
- Kamelot
- Korpiklaani
- Summoning
- Tristania
- Týr
- Van Canto
- Vintersorg
- Paddy and the Rats
- Gloryhammer
- Russkaja
- Visions of Atlantis
- Illumishade